# Ovillers-la-Boisselle
Ovillers-la-Boisselle és un municipi francès situat al departament del Somme i a la regió dels Alts de França. L'any 2007 tenia 373 habitants.

## Demografia

### Població

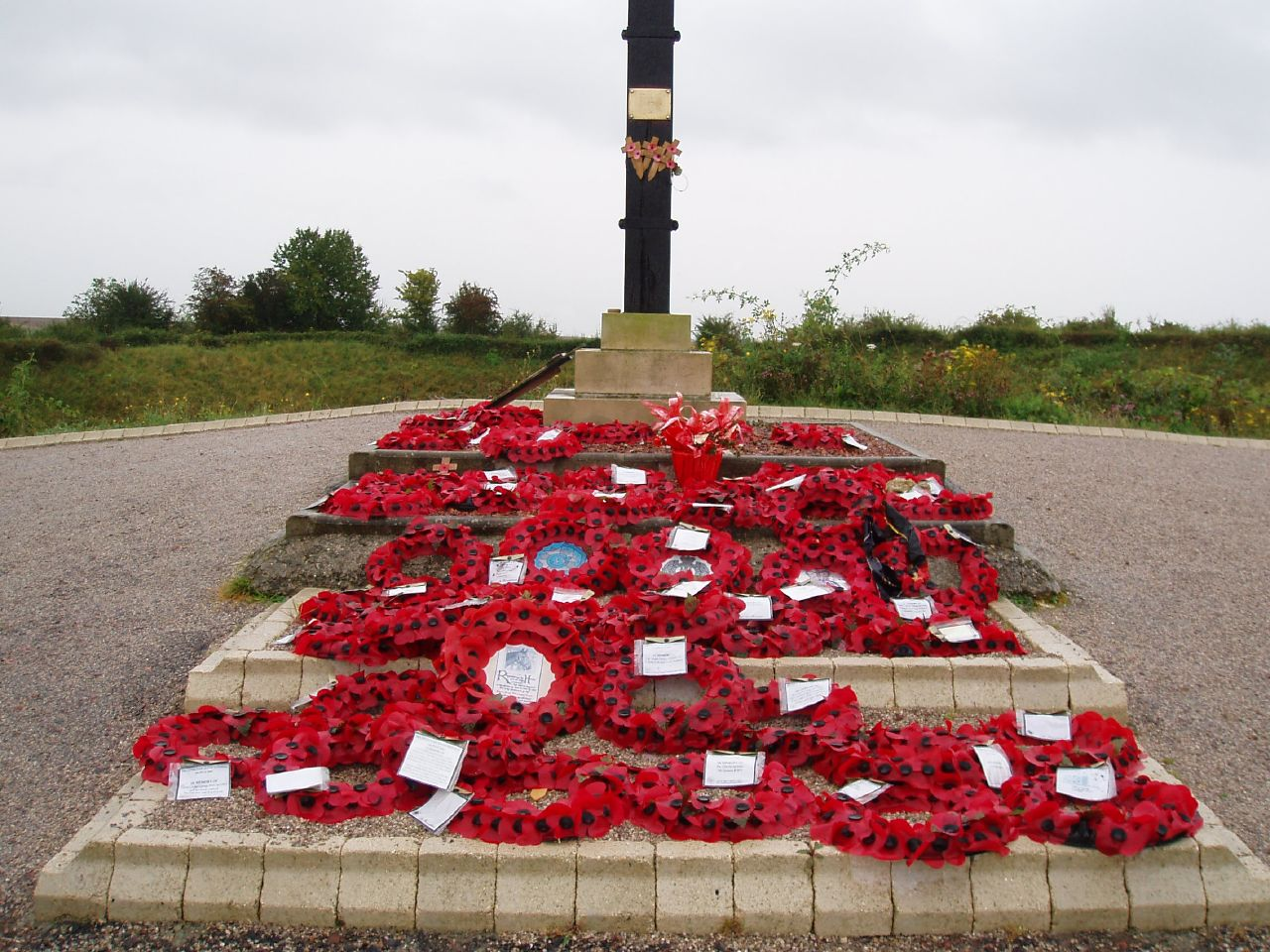

El 2007 la població de fet d'Ovillers-la-Boisselle era de 373 persones. Hi havia 153 famílies de les quals 30 eren unipersonals (17 homes vivint sols i 13 dones vivint soles), 68 parelles sense fills, 42 parelles amb fills i 13 famílies monoparentals amb fills.
La població ha evolucionat segons el següent gràfic:
Habitants censats

### Habitatges
El 2007 hi havia 156 habitatges, 153 eren l'habitatge principal de la família, 1 era una segona residència i 2 estaven desocupats. 155 eren cases i 1 era un apartament. Dels 153 habitatges principals, 128 estaven ocupats pels seus propietaris, 20 estaven llogats i ocupats pels llogaters i 4 estaven cedits a títol gratuït; 3 tenien dues cambres, 32 en tenien tres, 43 en tenien quatre i 75 en tenien cinc o més. 126 habitatges disposaven pel capbaix d'una plaça de pàrquing. A 64 habitatges hi havia un automòbil i a 74 n'hi havia dos o més.

### Piràmide de població
La piràmide de població per edats i sexe el 2009 era:
| Homes | Edats   | Dones |
| ----- | ------- | ----- |
| 0     | 95 o +  | 0     |
| 0     | 90 a 94 | 0     |
| 4     | 85 a 89 | 4     |
| 0     | 80 a 84 | 0     |
| 8     | 75 a 79 | 4     |
| 4     | 70 a 74 | 8     |
| 12    | 65 a 69 | 8     |
| 4     | 60 a 64 | 8     |
| 12    | 55 a 59 | 12    |
| 16    | 50 a 54 | 8     |
| 16    | 45 a 49 | 20    |
| 20    | 40 a 44 | 8     |
| 16    | 35 a 39 | 28    |
| 12    | 30 a 34 | 12    |
| 32    | 25 a 29 | 4     |
| 12    | 20 a 24 | 8     |
| 16    | 15 a 19 | 16    |
| 12    | 10 a 14 | 4     |
| 20    | 5 a 9   | 16    |
| 4     | 0 a 4   | 12    |

## Economia
El 2007 la població en edat de treballar era de 252 persones, 177 eren actives i 75 eren inactives. De les 177 persones actives 161 estaven ocupades (89 homes i 72 dones) i 15 estaven aturades (6 homes i 9 dones). De les 75 persones inactives 36 estaven jubilades, 16 estaven estudiant i 23 estaven classificades com a «altres inactius».

### Ingressos
El 2009 a Ovillers-la-Boisselle hi havia 166 unitats fiscals que integraven 427 persones, la mediana anual d'ingressos fiscals per persona era de 18.780 €.

### Activitats econòmiques
Dels 13 establiments que hi havia el 2007, 3 eren d'empreses de fabricació d'altres productes industrials, 6 d'empreses de construcció, 2 d'empreses de comerç i reparació d'automòbils, 1 d'una empresa de transport i 1 d'una empresa d'hostatgeria i restauració.
Dels 8 establiments de servei als particulars que hi havia el 2009, 1 era un taller de reparació d'automòbils i de material agrícola, 2 paletes, 2 guixaires pintors, 1 lampisteria, 1 electricista i 1 restaurant.
L'únic establiment comercial que hi havia el 2009 era una botiga de menys de 120 m².
L'any 2000 a Ovillers-la-Boisselle hi havia 9 explotacions agrícoles.

## Equipaments sanitaris i escolars
El 2009 hi havia una escola elemental integrada dins d'un grup escolar amb les comunes properes formant una escola dispersa.

## Poblacions més properes
El següent diagrama mostra les poblacions més properes.